# Margalijjot
Margalijjot (hebr. ‏מַרְגָּלִיּוֹת‎) – moszaw położony w Samorządzie Regionu Mewo’ot ha-Chermon, w Dystrykcie Północnym, w Izraelu.
Leży w północnej części Górnej Galilei, przy granicy z Libanem.

## Historia
Moszaw został założony w 1951 przez imigrantów z Iraku i Jemenu.

## Gospodarka
Gospodarka moszawu opiera się na rolnictwie i turystyce.